# Sir Was
sir Was (настоящее имя — Джоэл Вестберг (швед. Joel Wästberg); род. Швеция) — шведский музыкант-мультиинструменталист.

## Жизнь и карьера
Вестберг вырос на западном побережье Швеции в деревне Фриллесос.
Несмотря на то что по образованию он джазовый музыкант и саксофонист, Вестберга можно охарактеризовать как мультиинструменталиста. На его музыкальное творчество повлияли джаз и африканская музыка. Университет в Гётеборге, в котором учился Вестберг, имел постоянную программу обмена с университетом в Квазулу-Натале в Дурбане. Так, Вестберг попал в ЮАР, где он какое-то время проходил обучение. Оттуда он совершал более короткие поездки в Зимбабве и Мозамбик. Помимо этого Вестберг ездил в Мали с группой своего друга, чтобы сыграть несколько концертов и поработать вместе с местными музыкантами.
До выпуска своего первого альбома Вестберг работал музыкантом и много гастролировал. За это время он появлялся на разных пластинках, в частности, с Klabbes bank и Анной Тернхейм. Он также играл с Хосе Гонсалесом. Между гастролями, пребывая в автобусах, поездах и самолетах, Вестберг работал над своими собственными набросками песен, которые оставались недоработанными примерно до 2014—2015 годов. К этому периоду Вестберг оказался в ситуации, когда тур закончился, любовные отношения также закончились. Из-за этого он ни в чём не был уверен. Через некоторое время к Вестбергу пришло понимание, что ему нужно более серьёзно относиться к своим музыкальным идеям, иначе он разочаруется.
В итоге, в 2017 году Вестберг выпустил музыкальный альбом Digging a tunnel, с которым он гастролировал по Европе. Журнал PopMatters назвал альбом Digging a Tunnel «свидетельством творческого мышления Вестберга и менталитета DIY, который пронизывает современную музыку».
В дальнейшем Вестберг выпустил ещё три альбома, последний из которых вышел в 2023 году.

## Дискография

### Студийные альбомы
- 2017 — Digging A Tunnel
- 2019 — Holding On To A Dream
- 2021 — Let The Morning Come
- 2023 — We Can Go Anywhere From Here

### Мини-альбомы
- 2016 — Says Hi
- 2020 — Letter
- 2021 — Marasi EP (при уч. Falle Nioke)
- 2023 — give it back (при уч. Seb Wildblood и Lawrence)

### Синглы
- 2017 — A Minor Life
- 2017 — Revoke
- 2017 — In the Midst
- 2020 — Flyder (при уч. Casper Clausen)
- 2022 — Wish I Could Stay
- 2023 — Get Up
- 2023 — Give Me A New Role
- 2023 — Something You Got To
- 2024 — Something You Got To (Seb Wildblood Remix)